# ラドムィシル城

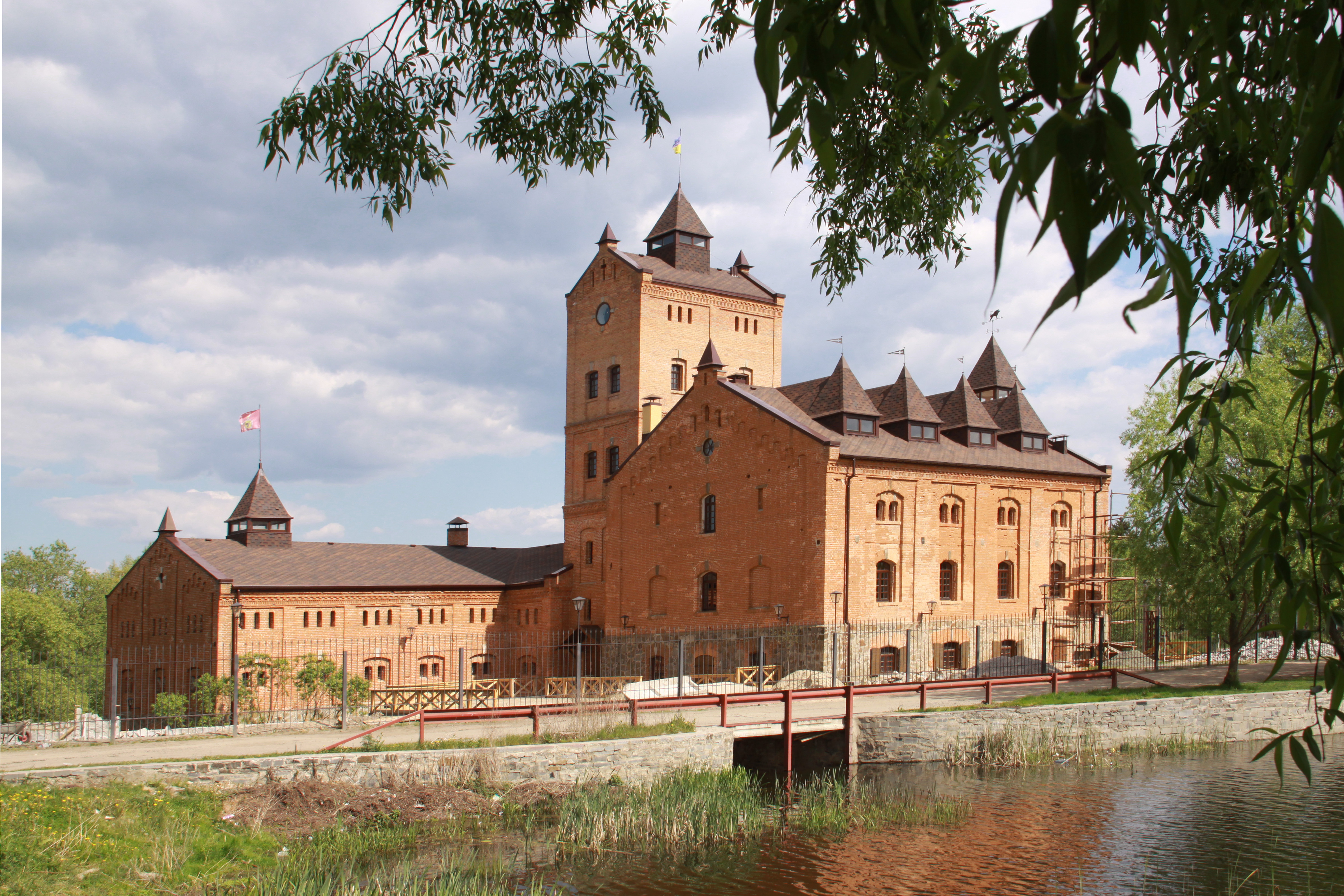
ラドムィシル城博物館の外観

ラドムィシル城博物館（ラドムィシルじょうはくぶつかん、Історико-культурний комплекс «Замок-музей Радомисль»、英語: Radomysl Castle）は、ウクライナのジトームィル州、ラドムィシルにある私立の歴史文化複合施設。正式名称は「ラドムィシル城博物館歴史文化複合施設」で、医師で社会活動家のオルハ・ボホモレツィにより2007年に設立、2011年9月30日に開館した。施設は、ヨーロッパ唯一のウクライナ家庭イコン博物館、ブティックホテル「Via Regia」、ランドスケープパーク、コンサートホールなどを含む。ウクライナのサクラルアートや伝統文化を展示し、欧州評議会の文化プロジェクトVia Regiaに参加している。

## 歴史
ラドムィシル城博物館は、1902年に建設された製粉所を基盤に、2007年から2011年にかけてオルハ・ボホモレツィにより再建された。製粉所は、ラドムィシル製紙所（1612-1615年、キエフ・ペチェルシク大修道院のイェリセイ・プレテネツィキーが設立）の基礎の上に建てられたことが、改修中に判明した。建物は花崗岩の岩盤上にあり、防御機能を備えた構造が確認された。
2008-2009年に35mの塔が追加され、鐘が設置された。2011年9月30日に公式開館し、2012年には修復された製紙ライン（16-17世紀の技術）が公開された。2013年には塔内に「虹の聖母」イコン礼拝堂が開設された。

## 施設
ラドムィシル城博物館は、以下の構成要素からなる：

### ウクライナ家庭イコン博物館

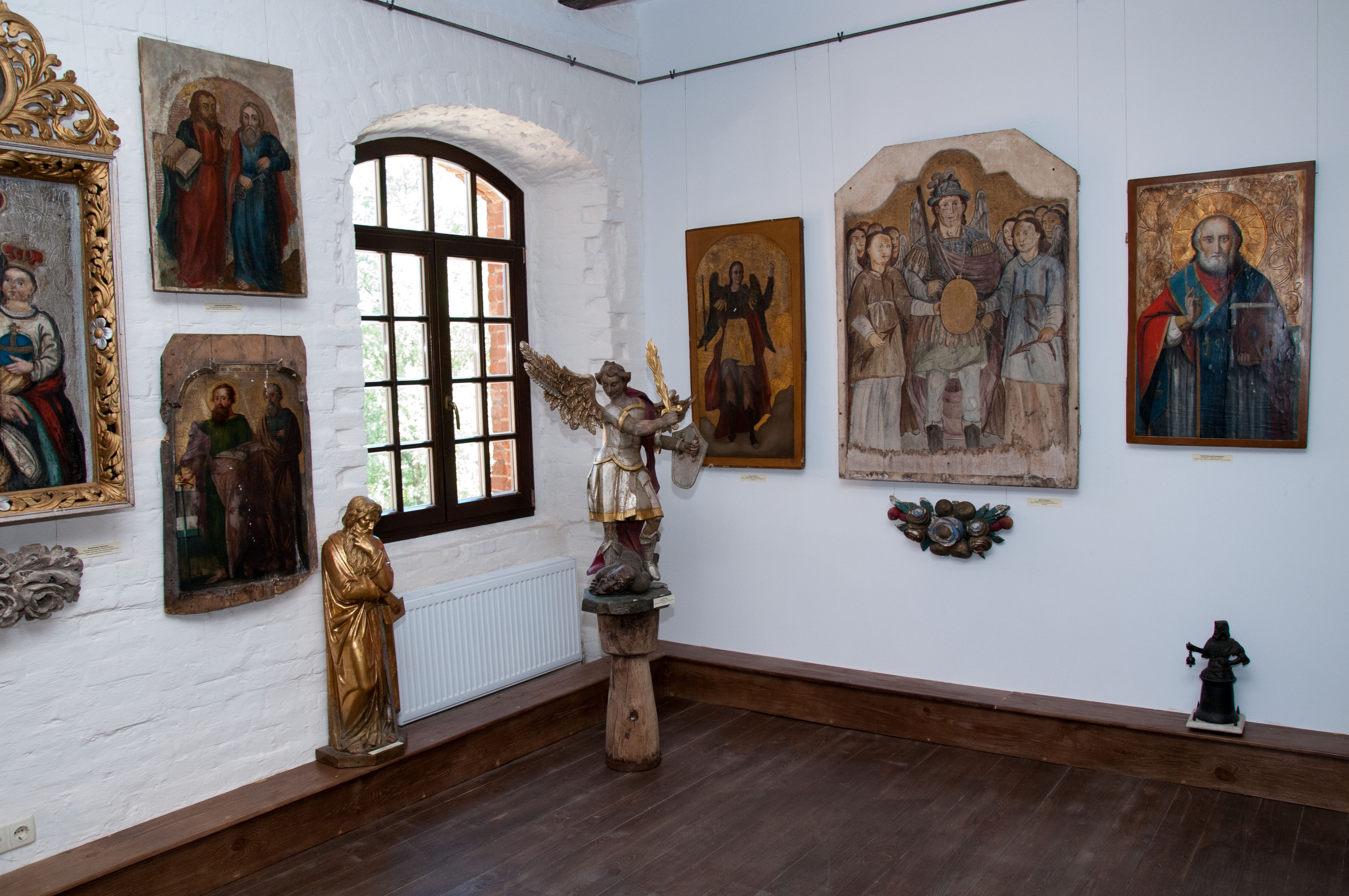
ウクライナ家庭イコン博物館の展示

施設の中心は、ヨーロッパ唯一のウクライナ家庭イコン博物館（「ウクライナの魂」）。オルハ・ボホモレツィが1995年から収集した5,000点以上のイコン（16-20世紀）を展示する。正教会、ウクライナ・ギリシャ・カトリック教会、カトリック教会のイコンや彫刻（ザカルパッチャからクリミアまで）を収蔵。特筆すべきは、12-16世紀のものとされる聖ニコライの石製イコンや、ソビエト時代の弾痕が残るイコン。展示は5つのホールで構成され、儀式ホールでは結婚式も行われる。

### ラドムィシル製紙所
2012年に復元されたラドムィシル製紙所は、16-17世紀の技術で紙を生産するウクライナ唯一の施設。訪問者は手漉き紙を体験でき、キエフ・ペチェルシク大修道院の透かし入り紙を記念品として持ち帰れる。

### コンサートホール

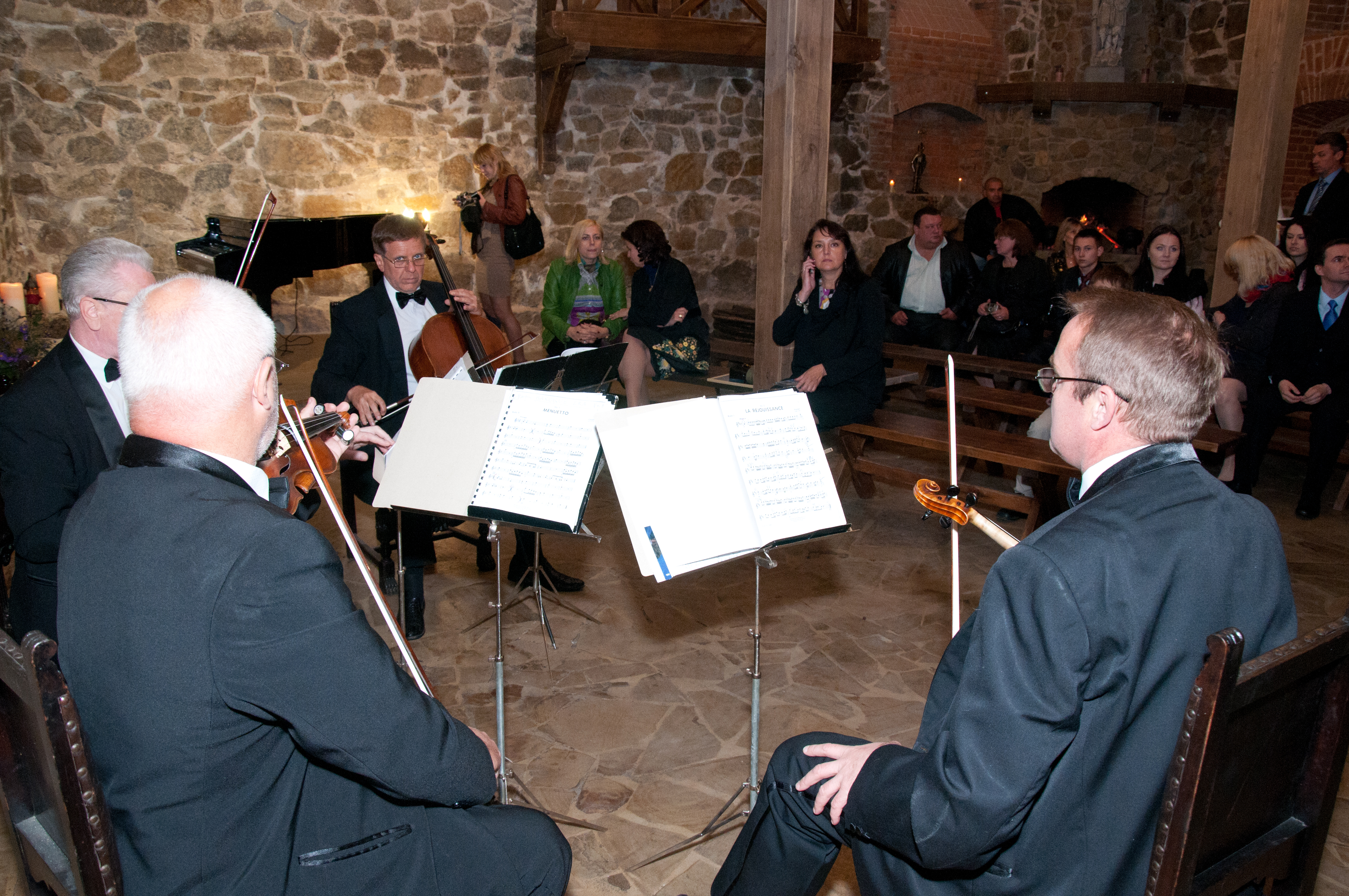
コンサートホールの室内

150席のコンサートホール（別名：カミンナヤ、ミハイリフスカ）は、大天使ミカエルの彫刻がある暖炉と6mの天井が特徴。クラシック音楽、民族音楽、ジャズの公演が行われ、岩盤から湧く水源が室内を流れる世界的にも珍しいホールである。

### トラペズナ（食堂）
トラペズナは、中世後期とモダニズムの要素を融合した内装で、15-18世紀のヨーロッパ地図の複製を展示。大型の暖炉は調理と暖房を兼ねる。

### ランドスケープパーク

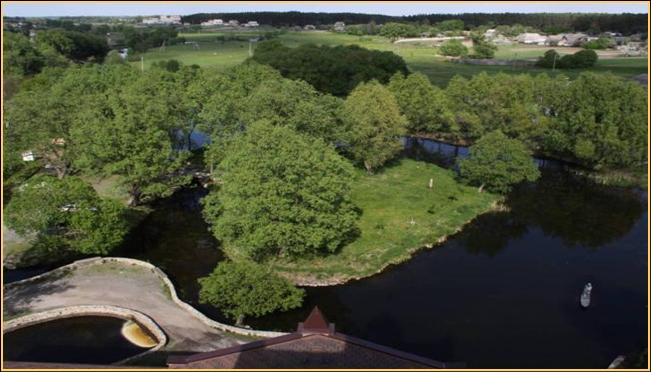
ランドスケープパークの島

ランドスケープパークは、ミカ川沿いの自然環境を活かし、2つの滝、希少植物（レッドリストの水草トラパ・ロシカなど）、17-19世紀の彫刻を配置。ビーバー、カワウソ、ハクセキレイなどが生息し、飲料可能な地下水源もある。

### イェリセイ・プレテネツィキー像
2009年に設置されたイェリセイ・プレテネツィキーの像は、ウクライナ初の同人物記念碑。オルハ・ボホモレツィの構想に基づき、ヴラディスラフ・ヴォロセンコが制作。川に浮かぶ僧侶が本と蝋燭を持つ姿は、知識と啓蒙を象徴する。

## イベント
ラドムィシル城博物館は、以下のような文化イベントを主催：
- ショパン音楽野外フェスティバル（ウクライナ初のフレデリック・ショパン音楽祭）。
- アリストクラティック・ウクライナ（民族ファッションフェスティバル）。
- Via Regiaウクライナ（国際文化外交フェスティバル）。

## その他
- 2013年、地域党のヴィタリー・ジュラフスキーとヴォロディミル・リバクの支援で、城へのアクセス道路が整備された。
- 2020年、ポケットカントリープロジェクトで城の3Dモデルが作成され、観光プロモーションに活用された。

## ギャラリー

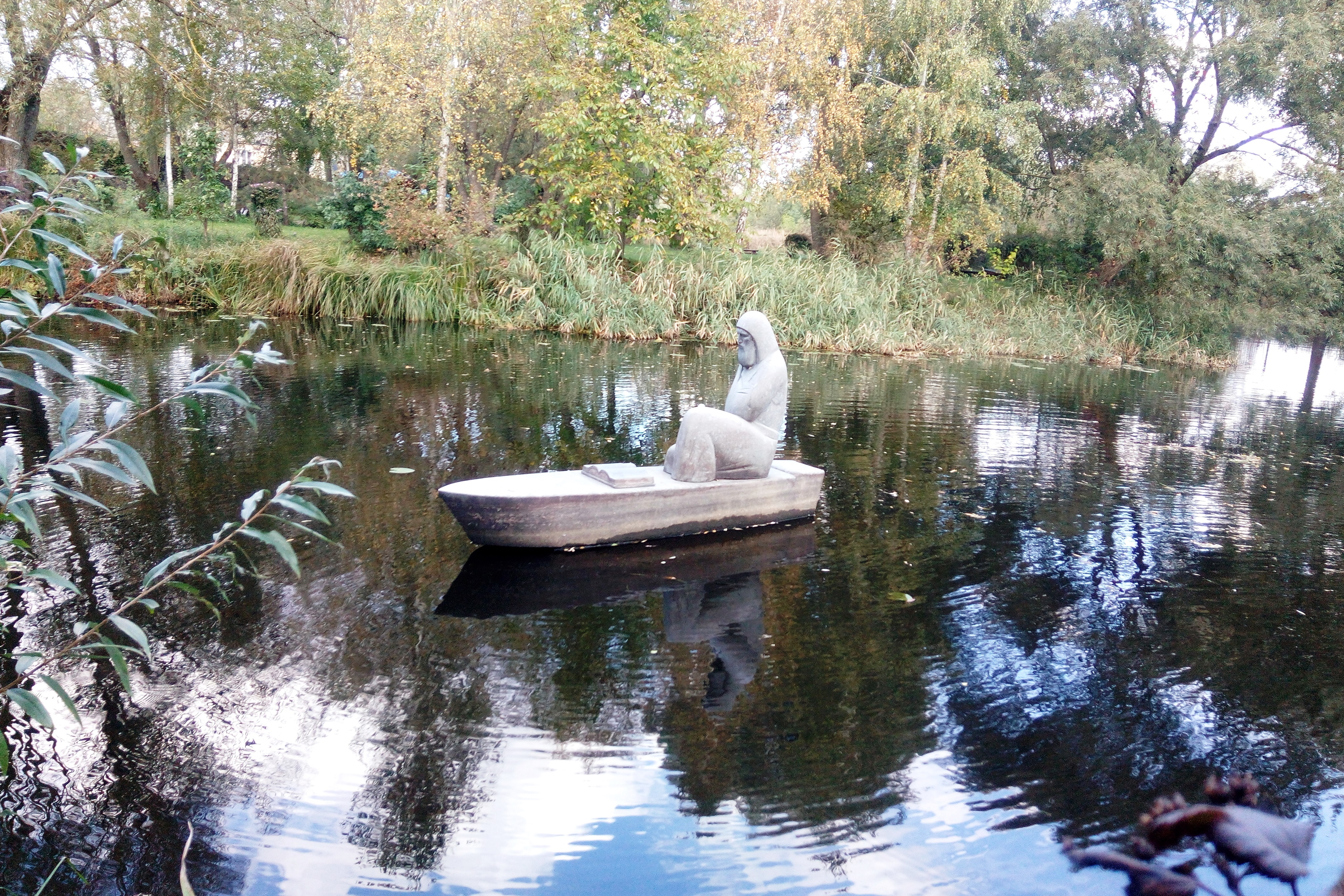
イェリセイ・プレテネツィキー像
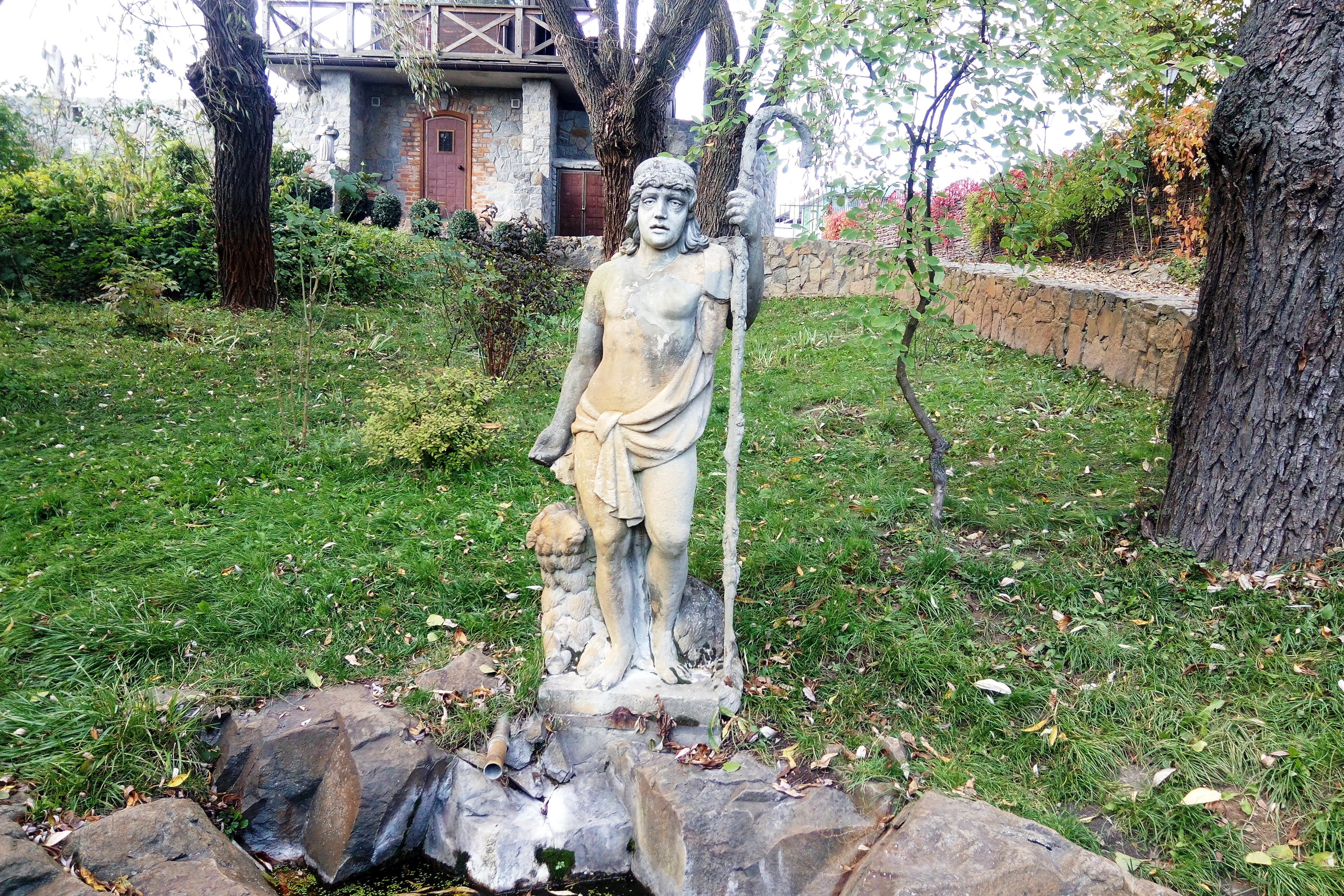
「善き羊飼い」のイエス像
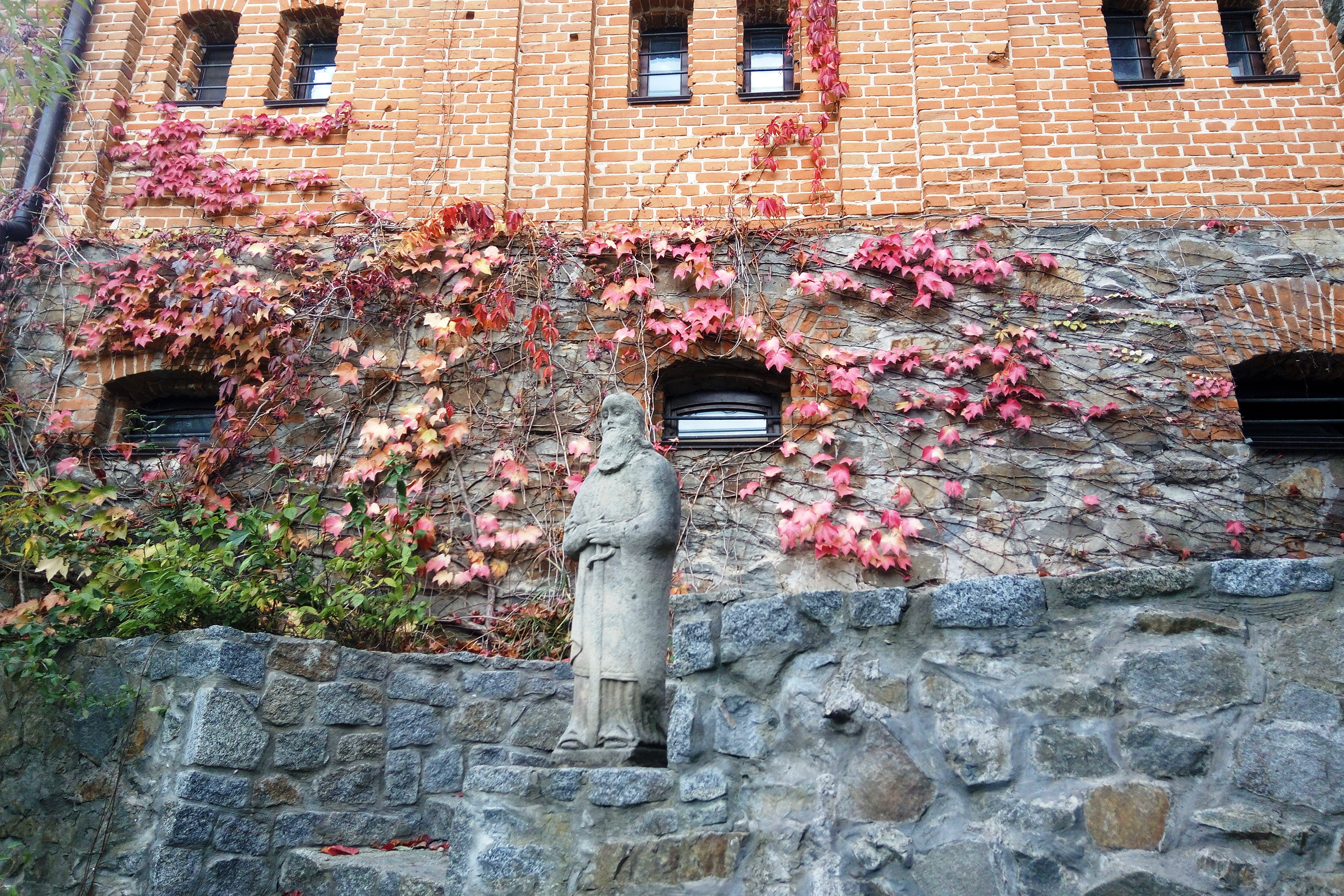
使徒パウロ像
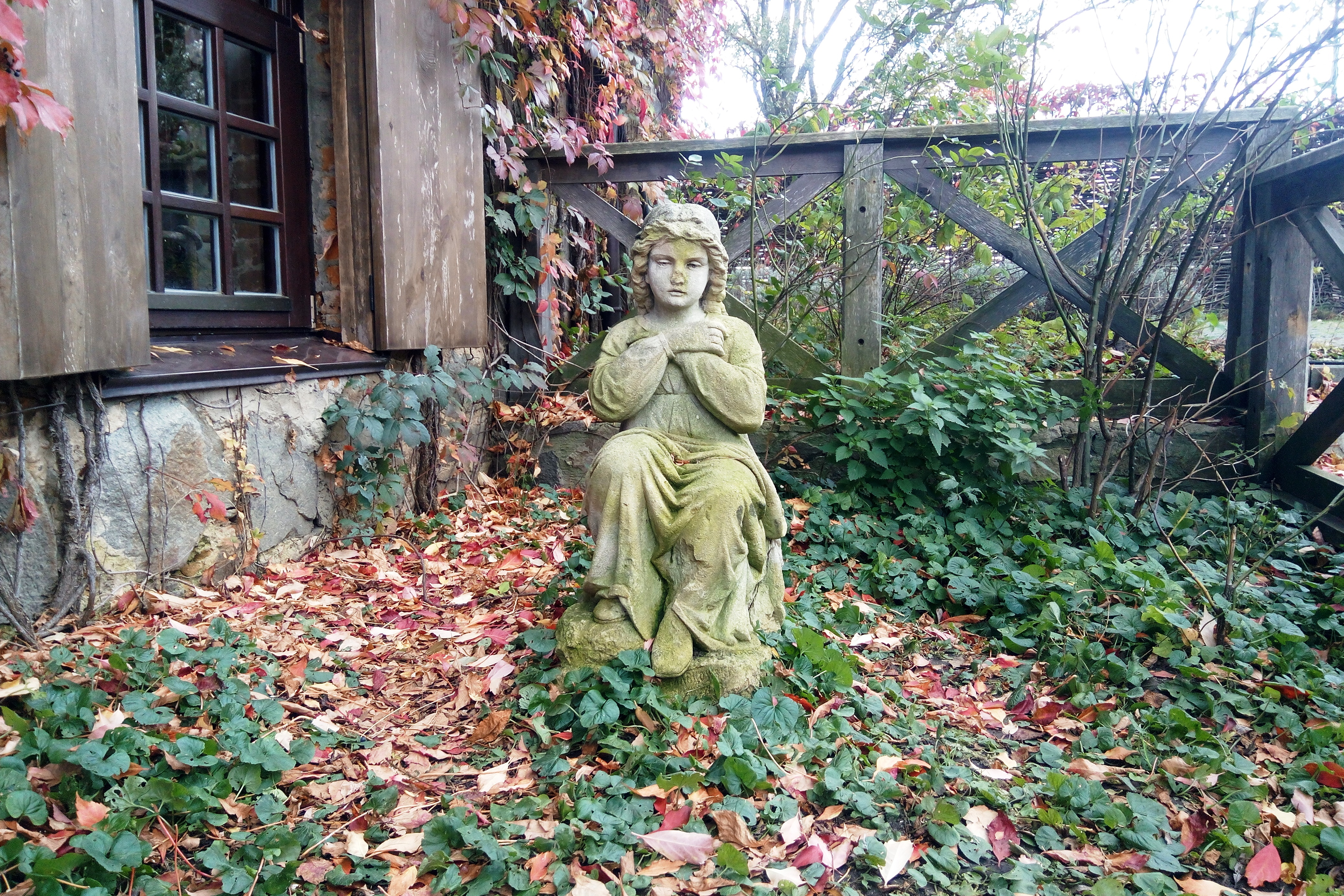
思索する少女像
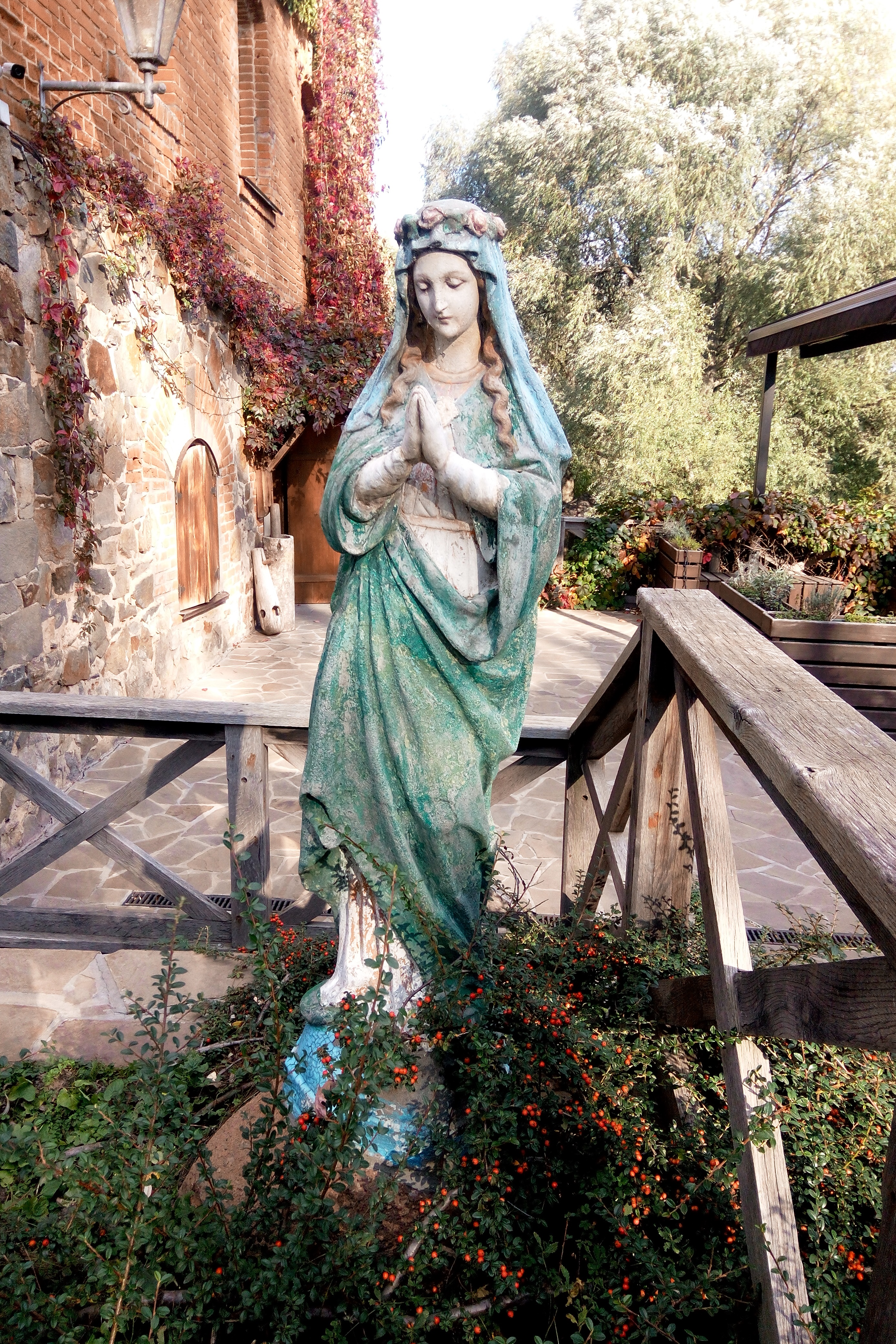
聖女像